# مریلین چیمبرز
مریلین چیمبرز (انگلیسی: Marilyn Chambers؛ زاده ۲۲ آوریل ۱۹۵۲ درگذشته ۱۲ آوریل ۲۰۰۹) بازیگر پورنوگرافی، رقصنده، مدل و هنرپیشه اهل ایالات متحده آمریکا بود. او با فیلم پشت در سبز (۱۹۷۲) به شهرت رسید و ستارهٔ عصر طلایی پورن شد. از فیلم‌های دیگرش می‌توان هار ساختهٔ دیوید کراننبرگ را نام برد.